# Adrian Mutu
Adrian Mutu (Călineşti, 8 de Janeiro de 1979) é um ex-futebolista romeno que atuava como atacante.

## Carreira
Atuou em alguns times italianos, com maior destaque na Fiorentina de 2006 até 2011 e no Chelsea no início da era rica do Chelsea. Jogou também no futebol francês, antes de já veterano voltar para a Romênia.
Considerado no seu auge com a camisa da Viola um dos melhores atacantes da Serie A. Ganhou o premio de melhor jogador romeno em quatro oportunidades nos anos de 2003, 2005, 2007 e 2008. Também conquistou o Guerin d'Oro no ano de 2007.

## Seleção nacional
Adrian Mutu foi um dos principais nomes do seu país no início dos anos 2000, sendo convocado de 2000 até 2013, sendo o maior artilheiro da seleção na história junto com Gheorghe Hagi ambos com 35 gols marcados.

## Doping
Em 2004, então no Chelsea, Mutu foi pego no exame antidoping, devido ao uso de cocaína. Além de ter sido suspenso pela FIFA por sete meses, o clube inglês rescindiu o contrato do jogador por justa causa. Após se transferir para a Juventus, o Chelsea entrou com ação na FIFA contra o atacante, pedindo ressarcimento pelas violações no contrato de trabalho.
Ficou decidido que Mutu deveria indenizar o Chelsea em US$ 20 milhões. Posteriormente o jogador recorreu ao Tribunal Arbitral do Esporte (TAS), à justiça suíça e por fim ao Tribunal Europeu de Direitos Humanos, mas a sentença inicial foi mantida.

## Títulos
Dínamo Bucareste
- Campeonato Romeno: 1999-00

Chelsea
- Campeonato Inglês: 2004-05